# Unicodeblock Äthiopisch
Der Unicodeblock Äthiopisch (engl.  Ethiopic, U+1200 bis U+137F) enthält die grundlegenden Silben-, Zahl- und Satzzeichen der äthiopischen Schrift, die zum Schreiben des Altäthiopischen, des Amharischen, des Tigrinya und einiger anderer Sprachen verwendet werden.
Dieser Block wurde in Unicodeversion 3.0 aufgenommen. In Version 4.1 kamen noch die Blöcke Unicodeblock Äthiopisch, Zusatz und Unicodeblock Äthiopisch, erweitert hinzu, die weitere Zeichen für die Sprachen Me'en und Blin sowie für Gurage-Sprachen enthalten. In Unicode 6.0 wurde zusätzlich der Unicodeblock Äthiopisch, erweitert-A ergänzt.

## Tabelle
| Unicodenummer | Zeichen (400 %) | Kategorie                               | Bidirektionale Klasse       | Offizielle Bezeichnung                              | Beschreibung                                                    |
| ------------- | --------------- | --------------------------------------- | --------------------------- | --------------------------------------------------- | --------------------------------------------------------------- |
| U+1200 (4608) | ሀ               | anderer Buchstabe, Silbe oder Ideogramm | links nach rechts           | ETHIOPIC SYLLABLE HA                                | Äthiopisches Silbenzeichen Ha                                   |
| U+1201 (4609) | ሁ               | anderer Buchstabe, Silbe oder Ideogramm | links nach rechts           | ETHIOPIC SYLLABLE HU                                | Äthiopisches Silbenzeichen Hu                                   |
| U+1202 (4610) | ሂ               | anderer Buchstabe, Silbe oder Ideogramm | links nach rechts           | ETHIOPIC SYLLABLE HI                                | Äthiopisches Silbenzeichen Hi                                   |
| U+1203 (4611) | ሃ               | anderer Buchstabe, Silbe oder Ideogramm | links nach rechts           | ETHIOPIC SYLLABLE HAA                               | Äthiopisches Silbenzeichen Haa                                  |
| U+1204 (4612) | ሄ               | anderer Buchstabe, Silbe oder Ideogramm | links nach rechts           | ETHIOPIC SYLLABLE HEE                               | Äthiopisches Silbenzeichen Hee                                  |
| U+1205 (4613) | ህ               | anderer Buchstabe, Silbe oder Ideogramm | links nach rechts           | ETHIOPIC SYLLABLE HE                                | Äthiopisches Silbenzeichen He                                   |
| U+1206 (4614) | ሆ               | anderer Buchstabe, Silbe oder Ideogramm | links nach rechts           | ETHIOPIC SYLLABLE HO                                | Äthiopisches Silbenzeichen Ho                                   |
| U+1207 (4615) | ሇ               | anderer Buchstabe, Silbe oder Ideogramm | links nach rechts           | ETHIOPIC SYLLABLE HOA                               | Äthiopisches Silbenzeichen Hoa                                  |
| U+1208 (4616) | ለ               | anderer Buchstabe, Silbe oder Ideogramm | links nach rechts           | ETHIOPIC SYLLABLE LA                                | Äthiopisches Silbenzeichen La                                   |
| U+1209 (4617) | ሉ               | anderer Buchstabe, Silbe oder Ideogramm | links nach rechts           | ETHIOPIC SYLLABLE LU                                | Äthiopisches Silbenzeichen Lu                                   |
| U+120A (4618) | ሊ               | anderer Buchstabe, Silbe oder Ideogramm | links nach rechts           | ETHIOPIC SYLLABLE LI                                | Äthiopisches Silbenzeichen Li                                   |
| U+120B (4619) | ላ               | anderer Buchstabe, Silbe oder Ideogramm | links nach rechts           | ETHIOPIC SYLLABLE LAA                               | Äthiopisches Silbenzeichen Laa                                  |
| U+120C (4620) | ሌ               | anderer Buchstabe, Silbe oder Ideogramm | links nach rechts           | ETHIOPIC SYLLABLE LEE                               | Äthiopisches Silbenzeichen Lee                                  |
| U+120D (4621) | ል               | anderer Buchstabe, Silbe oder Ideogramm | links nach rechts           | ETHIOPIC SYLLABLE LE                                | Äthiopisches Silbenzeichen Le                                   |
| U+120E (4622) | ሎ               | anderer Buchstabe, Silbe oder Ideogramm | links nach rechts           | ETHIOPIC SYLLABLE LO                                | Äthiopisches Silbenzeichen Lo                                   |
| U+120F (4623) | ሏ               | anderer Buchstabe, Silbe oder Ideogramm | links nach rechts           | ETHIOPIC SYLLABLE LWA                               | Äthiopisches Silbenzeichen Lwa                                  |
| U+1210 (4624) | ሐ               | anderer Buchstabe, Silbe oder Ideogramm | links nach rechts           | ETHIOPIC SYLLABLE HHA                               | Äthiopisches Silbenzeichen Hha                                  |
| U+1211 (4625) | ሑ               | anderer Buchstabe, Silbe oder Ideogramm | links nach rechts           | ETHIOPIC SYLLABLE HHU                               | Äthiopisches Silbenzeichen Hhu                                  |
| U+1212 (4626) | ሒ               | anderer Buchstabe, Silbe oder Ideogramm | links nach rechts           | ETHIOPIC SYLLABLE HHI                               | Äthiopisches Silbenzeichen Hhi                                  |
| U+1213 (4627) | ሓ               | anderer Buchstabe, Silbe oder Ideogramm | links nach rechts           | ETHIOPIC SYLLABLE HHAA                              | Äthiopisches Silbenzeichen Hhaa                                 |
| U+1214 (4628) | ሔ               | anderer Buchstabe, Silbe oder Ideogramm | links nach rechts           | ETHIOPIC SYLLABLE HHEE                              | Äthiopisches Silbenzeichen Hhee                                 |
| U+1215 (4629) | ሕ               | anderer Buchstabe, Silbe oder Ideogramm | links nach rechts           | ETHIOPIC SYLLABLE HHE                               | Äthiopisches Silbenzeichen Hhe                                  |
| U+1216 (4630) | ሖ               | anderer Buchstabe, Silbe oder Ideogramm | links nach rechts           | ETHIOPIC SYLLABLE HHO                               | Äthiopisches Silbenzeichen Hho                                  |
| U+1217 (4631) | ሗ               | anderer Buchstabe, Silbe oder Ideogramm | links nach rechts           | ETHIOPIC SYLLABLE HHWA                              | Äthiopisches Silbenzeichen Hhwa                                 |
| U+1218 (4632) | መ               | anderer Buchstabe, Silbe oder Ideogramm | links nach rechts           | ETHIOPIC SYLLABLE MA                                | Äthiopisches Silbenzeichen Ma                                   |
| U+1219 (4633) | ሙ               | anderer Buchstabe, Silbe oder Ideogramm | links nach rechts           | ETHIOPIC SYLLABLE MU                                | Äthiopisches Silbenzeichen Mu                                   |
| U+121A (4634) | ሚ               | anderer Buchstabe, Silbe oder Ideogramm | links nach rechts           | ETHIOPIC SYLLABLE MI                                | Äthiopisches Silbenzeichen Mi                                   |
| U+121B (4635) | ማ               | anderer Buchstabe, Silbe oder Ideogramm | links nach rechts           | ETHIOPIC SYLLABLE MAA                               | Äthiopisches Silbenzeichen Maa                                  |
| U+121C (4636) | ሜ               | anderer Buchstabe, Silbe oder Ideogramm | links nach rechts           | ETHIOPIC SYLLABLE MEE                               | Äthiopisches Silbenzeichen Mee                                  |
| U+121D (4637) | ም               | anderer Buchstabe, Silbe oder Ideogramm | links nach rechts           | ETHIOPIC SYLLABLE ME                                | Äthiopisches Silbenzeichen Me                                   |
| U+121E (4638) | ሞ               | anderer Buchstabe, Silbe oder Ideogramm | links nach rechts           | ETHIOPIC SYLLABLE MO                                | Äthiopisches Silbenzeichen Mo                                   |
| U+121F (4639) | ሟ               | anderer Buchstabe, Silbe oder Ideogramm | links nach rechts           | ETHIOPIC SYLLABLE MWA                               | Äthiopisches Silbenzeichen Mwa                                  |
| U+1220 (4640) | ሠ               | anderer Buchstabe, Silbe oder Ideogramm | links nach rechts           | ETHIOPIC SYLLABLE SZA                               | Äthiopisches Silbenzeichen Sza                                  |
| U+1221 (4641) | ሡ               | anderer Buchstabe, Silbe oder Ideogramm | links nach rechts           | ETHIOPIC SYLLABLE SZU                               | Äthiopisches Silbenzeichen Szu                                  |
| U+1222 (4642) | ሢ               | anderer Buchstabe, Silbe oder Ideogramm | links nach rechts           | ETHIOPIC SYLLABLE SZI                               | Äthiopisches Silbenzeichen Szi                                  |
| U+1223 (4643) | ሣ               | anderer Buchstabe, Silbe oder Ideogramm | links nach rechts           | ETHIOPIC SYLLABLE SZAA                              | Äthiopisches Silbenzeichen Szaa                                 |
| U+1224 (4644) | ሤ               | anderer Buchstabe, Silbe oder Ideogramm | links nach rechts           | ETHIOPIC SYLLABLE SZEE                              | Äthiopisches Silbenzeichen Szee                                 |
| U+1225 (4645) | ሥ               | anderer Buchstabe, Silbe oder Ideogramm | links nach rechts           | ETHIOPIC SYLLABLE SZE                               | Äthiopisches Silbenzeichen Sze                                  |
| U+1226 (4646) | ሦ               | anderer Buchstabe, Silbe oder Ideogramm | links nach rechts           | ETHIOPIC SYLLABLE SZO                               | Äthiopisches Silbenzeichen Szo                                  |
| U+1227 (4647) | ሧ               | anderer Buchstabe, Silbe oder Ideogramm | links nach rechts           | ETHIOPIC SYLLABLE SZWA                              | Äthiopisches Silbenzeichen Szwa                                 |
| U+1228 (4648) | ረ               | anderer Buchstabe, Silbe oder Ideogramm | links nach rechts           | ETHIOPIC SYLLABLE RA                                | Äthiopisches Silbenzeichen Ra                                   |
| U+1229 (4649) | ሩ               | anderer Buchstabe, Silbe oder Ideogramm | links nach rechts           | ETHIOPIC SYLLABLE RU                                | Äthiopisches Silbenzeichen Ru                                   |
| U+122A (4650) | ሪ               | anderer Buchstabe, Silbe oder Ideogramm | links nach rechts           | ETHIOPIC SYLLABLE RI                                | Äthiopisches Silbenzeichen Ri                                   |
| U+122B (4651) | ራ               | anderer Buchstabe, Silbe oder Ideogramm | links nach rechts           | ETHIOPIC SYLLABLE RAA                               | Äthiopisches Silbenzeichen Raa                                  |
| U+122C (4652) | ሬ               | anderer Buchstabe, Silbe oder Ideogramm | links nach rechts           | ETHIOPIC SYLLABLE REE                               | Äthiopisches Silbenzeichen Ree                                  |
| U+122D (4653) | ር               | anderer Buchstabe, Silbe oder Ideogramm | links nach rechts           | ETHIOPIC SYLLABLE RE                                | Äthiopisches Silbenzeichen Re                                   |
| U+122E (4654) | ሮ               | anderer Buchstabe, Silbe oder Ideogramm | links nach rechts           | ETHIOPIC SYLLABLE RO                                | Äthiopisches Silbenzeichen Ro                                   |
| U+122F (4655) | ሯ               | anderer Buchstabe, Silbe oder Ideogramm | links nach rechts           | ETHIOPIC SYLLABLE RWA                               | Äthiopisches Silbenzeichen Rwa                                  |
| U+1230 (4656) | ሰ               | anderer Buchstabe, Silbe oder Ideogramm | links nach rechts           | ETHIOPIC SYLLABLE SA                                | Äthiopisches Silbenzeichen Sa                                   |
| U+1231 (4657) | ሱ               | anderer Buchstabe, Silbe oder Ideogramm | links nach rechts           | ETHIOPIC SYLLABLE SU                                | Äthiopisches Silbenzeichen Su                                   |
| U+1232 (4658) | ሲ               | anderer Buchstabe, Silbe oder Ideogramm | links nach rechts           | ETHIOPIC SYLLABLE SI                                | Äthiopisches Silbenzeichen Si                                   |
| U+1233 (4659) | ሳ               | anderer Buchstabe, Silbe oder Ideogramm | links nach rechts           | ETHIOPIC SYLLABLE SAA                               | Äthiopisches Silbenzeichen Saa                                  |
| U+1234 (4660) | ሴ               | anderer Buchstabe, Silbe oder Ideogramm | links nach rechts           | ETHIOPIC SYLLABLE SEE                               | Äthiopisches Silbenzeichen See                                  |
| U+1235 (4661) | ስ               | anderer Buchstabe, Silbe oder Ideogramm | links nach rechts           | ETHIOPIC SYLLABLE SE                                | Äthiopisches Silbenzeichen Se                                   |
| U+1236 (4662) | ሶ               | anderer Buchstabe, Silbe oder Ideogramm | links nach rechts           | ETHIOPIC SYLLABLE SO                                | Äthiopisches Silbenzeichen So                                   |
| U+1237 (4663) | ሷ               | anderer Buchstabe, Silbe oder Ideogramm | links nach rechts           | ETHIOPIC SYLLABLE SWA                               | Äthiopisches Silbenzeichen Swa                                  |
| U+1238 (4664) | ሸ               | anderer Buchstabe, Silbe oder Ideogramm | links nach rechts           | ETHIOPIC SYLLABLE SHA                               | Äthiopisches Silbenzeichen Sha                                  |
| U+1239 (4665) | ሹ               | anderer Buchstabe, Silbe oder Ideogramm | links nach rechts           | ETHIOPIC SYLLABLE SHU                               | Äthiopisches Silbenzeichen Shu                                  |
| U+123A (4666) | ሺ               | anderer Buchstabe, Silbe oder Ideogramm | links nach rechts           | ETHIOPIC SYLLABLE SHI                               | Äthiopisches Silbenzeichen Shi                                  |
| U+123B (4667) | ሻ               | anderer Buchstabe, Silbe oder Ideogramm | links nach rechts           | ETHIOPIC SYLLABLE SHAA                              | Äthiopisches Silbenzeichen Shaa                                 |
| U+123C (4668) | ሼ               | anderer Buchstabe, Silbe oder Ideogramm | links nach rechts           | ETHIOPIC SYLLABLE SHEE                              | Äthiopisches Silbenzeichen Shee                                 |
| U+123D (4669) | ሽ               | anderer Buchstabe, Silbe oder Ideogramm | links nach rechts           | ETHIOPIC SYLLABLE SHE                               | Äthiopisches Silbenzeichen She                                  |
| U+123E (4670) | ሾ               | anderer Buchstabe, Silbe oder Ideogramm | links nach rechts           | ETHIOPIC SYLLABLE SHO                               | Äthiopisches Silbenzeichen Sho                                  |
| U+123F (4671) | ሿ               | anderer Buchstabe, Silbe oder Ideogramm | links nach rechts           | ETHIOPIC SYLLABLE SHWA                              | Äthiopisches Silbenzeichen Shwa                                 |
| U+1240 (4672) | ቀ               | anderer Buchstabe, Silbe oder Ideogramm | links nach rechts           | ETHIOPIC SYLLABLE QA                                | Äthiopisches Silbenzeichen Qa                                   |
| U+1241 (4673) | ቁ               | anderer Buchstabe, Silbe oder Ideogramm | links nach rechts           | ETHIOPIC SYLLABLE QU                                | Äthiopisches Silbenzeichen Qu                                   |
| U+1242 (4674) | ቂ               | anderer Buchstabe, Silbe oder Ideogramm | links nach rechts           | ETHIOPIC SYLLABLE QI                                | Äthiopisches Silbenzeichen Qi                                   |
| U+1243 (4675) | ቃ               | anderer Buchstabe, Silbe oder Ideogramm | links nach rechts           | ETHIOPIC SYLLABLE QAA                               | Äthiopisches Silbenzeichen Qaa                                  |
| U+1244 (4676) | ቄ               | anderer Buchstabe, Silbe oder Ideogramm | links nach rechts           | ETHIOPIC SYLLABLE QEE                               | Äthiopisches Silbenzeichen Qee                                  |
| U+1245 (4677) | ቅ               | anderer Buchstabe, Silbe oder Ideogramm | links nach rechts           | ETHIOPIC SYLLABLE QE                                | Äthiopisches Silbenzeichen Qe                                   |
| U+1246 (4678) | ቆ               | anderer Buchstabe, Silbe oder Ideogramm | links nach rechts           | ETHIOPIC SYLLABLE QO                                | Äthiopisches Silbenzeichen Qo                                   |
| U+1247 (4679) | ቇ               | anderer Buchstabe, Silbe oder Ideogramm | links nach rechts           | ETHIOPIC SYLLABLE QOA                               | Äthiopisches Silbenzeichen Qoa                                  |
| U+1248 (4680) | ቈ               | anderer Buchstabe, Silbe oder Ideogramm | links nach rechts           | ETHIOPIC SYLLABLE QWA                               | Äthiopisches Silbenzeichen Qwa                                  |
| U+124A (4682) | ቊ               | anderer Buchstabe, Silbe oder Ideogramm | links nach rechts           | ETHIOPIC SYLLABLE QWI                               | Äthiopisches Silbenzeichen Qwi                                  |
| U+124B (4683) | ቋ               | anderer Buchstabe, Silbe oder Ideogramm | links nach rechts           | ETHIOPIC SYLLABLE QWAA                              | Äthiopisches Silbenzeichen Qwaa                                 |
| U+124C (4684) | ቌ               | anderer Buchstabe, Silbe oder Ideogramm | links nach rechts           | ETHIOPIC SYLLABLE QWEE                              | Äthiopisches Silbenzeichen Qwee                                 |
| U+124D (4685) | ቍ               | anderer Buchstabe, Silbe oder Ideogramm | links nach rechts           | ETHIOPIC SYLLABLE QWE                               | Äthiopisches Silbenzeichen Qwe                                  |
| U+1250 (4688) | ቐ               | anderer Buchstabe, Silbe oder Ideogramm | links nach rechts           | ETHIOPIC SYLLABLE QHA                               | Äthiopisches Silbenzeichen Qha                                  |
| U+1251 (4689) | ቑ               | anderer Buchstabe, Silbe oder Ideogramm | links nach rechts           | ETHIOPIC SYLLABLE QHU                               | Äthiopisches Silbenzeichen Qhu                                  |
| U+1252 (4690) | ቒ               | anderer Buchstabe, Silbe oder Ideogramm | links nach rechts           | ETHIOPIC SYLLABLE QHI                               | Äthiopisches Silbenzeichen Qhi                                  |
| U+1253 (4691) | ቓ               | anderer Buchstabe, Silbe oder Ideogramm | links nach rechts           | ETHIOPIC SYLLABLE QHAA                              | Äthiopisches Silbenzeichen Qhaa                                 |
| U+1254 (4692) | ቔ               | anderer Buchstabe, Silbe oder Ideogramm | links nach rechts           | ETHIOPIC SYLLABLE QHEE                              | Äthiopisches Silbenzeichen Qhee                                 |
| U+1255 (4693) | ቕ               | anderer Buchstabe, Silbe oder Ideogramm | links nach rechts           | ETHIOPIC SYLLABLE QHE                               | Äthiopisches Silbenzeichen Qhe                                  |
| U+1256 (4694) | ቖ               | anderer Buchstabe, Silbe oder Ideogramm | links nach rechts           | ETHIOPIC SYLLABLE QHO                               | Äthiopisches Silbenzeichen Qho                                  |
| U+1258 (4696) | ቘ               | anderer Buchstabe, Silbe oder Ideogramm | links nach rechts           | ETHIOPIC SYLLABLE QHWA                              | Äthiopisches Silbenzeichen Qhwa                                 |
| U+125A (4698) | ቚ               | anderer Buchstabe, Silbe oder Ideogramm | links nach rechts           | ETHIOPIC SYLLABLE QHWI                              | Äthiopisches Silbenzeichen Qhwi                                 |
| U+125B (4699) | ቛ               | anderer Buchstabe, Silbe oder Ideogramm | links nach rechts           | ETHIOPIC SYLLABLE QHWAA                             | Äthiopisches Silbenzeichen Qhwaa                                |
| U+125C (4700) | ቜ               | anderer Buchstabe, Silbe oder Ideogramm | links nach rechts           | ETHIOPIC SYLLABLE QHWEE                             | Äthiopisches Silbenzeichen Qhwee                                |
| U+125D (4701) | ቝ               | anderer Buchstabe, Silbe oder Ideogramm | links nach rechts           | ETHIOPIC SYLLABLE QHWE                              | Äthiopisches Silbenzeichen Qhwe                                 |
| U+1260 (4704) | በ               | anderer Buchstabe, Silbe oder Ideogramm | links nach rechts           | ETHIOPIC SYLLABLE BA                                | Äthiopisches Silbenzeichen Ba                                   |
| U+1261 (4705) | ቡ               | anderer Buchstabe, Silbe oder Ideogramm | links nach rechts           | ETHIOPIC SYLLABLE BU                                | Äthiopisches Silbenzeichen Bu                                   |
| U+1262 (4706) | ቢ               | anderer Buchstabe, Silbe oder Ideogramm | links nach rechts           | ETHIOPIC SYLLABLE BI                                | Äthiopisches Silbenzeichen Bi                                   |
| U+1263 (4707) | ባ               | anderer Buchstabe, Silbe oder Ideogramm | links nach rechts           | ETHIOPIC SYLLABLE BAA                               | Äthiopisches Silbenzeichen Baa                                  |
| U+1264 (4708) | ቤ               | anderer Buchstabe, Silbe oder Ideogramm | links nach rechts           | ETHIOPIC SYLLABLE BEE                               | Äthiopisches Silbenzeichen Bee                                  |
| U+1265 (4709) | ብ               | anderer Buchstabe, Silbe oder Ideogramm | links nach rechts           | ETHIOPIC SYLLABLE BE                                | Äthiopisches Silbenzeichen Be                                   |
| U+1266 (4710) | ቦ               | anderer Buchstabe, Silbe oder Ideogramm | links nach rechts           | ETHIOPIC SYLLABLE BO                                | Äthiopisches Silbenzeichen Bo                                   |
| U+1267 (4711) | ቧ               | anderer Buchstabe, Silbe oder Ideogramm | links nach rechts           | ETHIOPIC SYLLABLE BWA                               | Äthiopisches Silbenzeichen Bwa                                  |
| U+1268 (4712) | ቨ               | anderer Buchstabe, Silbe oder Ideogramm | links nach rechts           | ETHIOPIC SYLLABLE VA                                | Äthiopisches Silbenzeichen Va                                   |
| U+1269 (4713) | ቩ               | anderer Buchstabe, Silbe oder Ideogramm | links nach rechts           | ETHIOPIC SYLLABLE VU                                | Äthiopisches Silbenzeichen Vu                                   |
| U+126A (4714) | ቪ               | anderer Buchstabe, Silbe oder Ideogramm | links nach rechts           | ETHIOPIC SYLLABLE VI                                | Äthiopisches Silbenzeichen Vi                                   |
| U+126B (4715) | ቫ               | anderer Buchstabe, Silbe oder Ideogramm | links nach rechts           | ETHIOPIC SYLLABLE VAA                               | Äthiopisches Silbenzeichen Vaa                                  |
| U+126C (4716) | ቬ               | anderer Buchstabe, Silbe oder Ideogramm | links nach rechts           | ETHIOPIC SYLLABLE VEE                               | Äthiopisches Silbenzeichen Vee                                  |
| U+126D (4717) | ቭ               | anderer Buchstabe, Silbe oder Ideogramm | links nach rechts           | ETHIOPIC SYLLABLE VE                                | Äthiopisches Silbenzeichen Ve                                   |
| U+126E (4718) | ቮ               | anderer Buchstabe, Silbe oder Ideogramm | links nach rechts           | ETHIOPIC SYLLABLE VO                                | Äthiopisches Silbenzeichen Vo                                   |
| U+126F (4719) | ቯ               | anderer Buchstabe, Silbe oder Ideogramm | links nach rechts           | ETHIOPIC SYLLABLE VWA                               | Äthiopisches Silbenzeichen Vwa                                  |
| U+1270 (4720) | ተ               | anderer Buchstabe, Silbe oder Ideogramm | links nach rechts           | ETHIOPIC SYLLABLE TA                                | Äthiopisches Silbenzeichen Ta                                   |
| U+1271 (4721) | ቱ               | anderer Buchstabe, Silbe oder Ideogramm | links nach rechts           | ETHIOPIC SYLLABLE TU                                | Äthiopisches Silbenzeichen Tu                                   |
| U+1272 (4722) | ቲ               | anderer Buchstabe, Silbe oder Ideogramm | links nach rechts           | ETHIOPIC SYLLABLE TI                                | Äthiopisches Silbenzeichen Ti                                   |
| U+1273 (4723) | ታ               | anderer Buchstabe, Silbe oder Ideogramm | links nach rechts           | ETHIOPIC SYLLABLE TAA                               | Äthiopisches Silbenzeichen Taa                                  |
| U+1274 (4724) | ቴ               | anderer Buchstabe, Silbe oder Ideogramm | links nach rechts           | ETHIOPIC SYLLABLE TEE                               | Äthiopisches Silbenzeichen Tee                                  |
| U+1275 (4725) | ት               | anderer Buchstabe, Silbe oder Ideogramm | links nach rechts           | ETHIOPIC SYLLABLE TE                                | Äthiopisches Silbenzeichen Te                                   |
| U+1276 (4726) | ቶ               | anderer Buchstabe, Silbe oder Ideogramm | links nach rechts           | ETHIOPIC SYLLABLE TO                                | Äthiopisches Silbenzeichen To                                   |
| U+1277 (4727) | ቷ               | anderer Buchstabe, Silbe oder Ideogramm | links nach rechts           | ETHIOPIC SYLLABLE TWA                               | Äthiopisches Silbenzeichen Twa                                  |
| U+1278 (4728) | ቸ               | anderer Buchstabe, Silbe oder Ideogramm | links nach rechts           | ETHIOPIC SYLLABLE CA                                | Äthiopisches Silbenzeichen Ca                                   |
| U+1279 (4729) | ቹ               | anderer Buchstabe, Silbe oder Ideogramm | links nach rechts           | ETHIOPIC SYLLABLE CU                                | Äthiopisches Silbenzeichen Cu                                   |
| U+127A (4730) | ቺ               | anderer Buchstabe, Silbe oder Ideogramm | links nach rechts           | ETHIOPIC SYLLABLE CI                                | Äthiopisches Silbenzeichen Ci                                   |
| U+127B (4731) | ቻ               | anderer Buchstabe, Silbe oder Ideogramm | links nach rechts           | ETHIOPIC SYLLABLE CAA                               | Äthiopisches Silbenzeichen Caa                                  |
| U+127C (4732) | ቼ               | anderer Buchstabe, Silbe oder Ideogramm | links nach rechts           | ETHIOPIC SYLLABLE CEE                               | Äthiopisches Silbenzeichen Cee                                  |
| U+127D (4733) | ች               | anderer Buchstabe, Silbe oder Ideogramm | links nach rechts           | ETHIOPIC SYLLABLE CE                                | Äthiopisches Silbenzeichen Ce                                   |
| U+127E (4734) | ቾ               | anderer Buchstabe, Silbe oder Ideogramm | links nach rechts           | ETHIOPIC SYLLABLE CO                                | Äthiopisches Silbenzeichen Co                                   |
| U+127F (4735) | ቿ               | anderer Buchstabe, Silbe oder Ideogramm | links nach rechts           | ETHIOPIC SYLLABLE CWA                               | Äthiopisches Silbenzeichen Cwa                                  |
| U+1280 (4736) | ኀ               | anderer Buchstabe, Silbe oder Ideogramm | links nach rechts           | ETHIOPIC SYLLABLE XA                                | Äthiopisches Silbenzeichen Xa                                   |
| U+1281 (4737) | ኁ               | anderer Buchstabe, Silbe oder Ideogramm | links nach rechts           | ETHIOPIC SYLLABLE XU                                | Äthiopisches Silbenzeichen Xu                                   |
| U+1282 (4738) | ኂ               | anderer Buchstabe, Silbe oder Ideogramm | links nach rechts           | ETHIOPIC SYLLABLE XI                                | Äthiopisches Silbenzeichen Xi                                   |
| U+1283 (4739) | ኃ               | anderer Buchstabe, Silbe oder Ideogramm | links nach rechts           | ETHIOPIC SYLLABLE XAA                               | Äthiopisches Silbenzeichen Xaa                                  |
| U+1284 (4740) | ኄ               | anderer Buchstabe, Silbe oder Ideogramm | links nach rechts           | ETHIOPIC SYLLABLE XEE                               | Äthiopisches Silbenzeichen Xee                                  |
| U+1285 (4741) | ኅ               | anderer Buchstabe, Silbe oder Ideogramm | links nach rechts           | ETHIOPIC SYLLABLE XE                                | Äthiopisches Silbenzeichen Xe                                   |
| U+1286 (4742) | ኆ               | anderer Buchstabe, Silbe oder Ideogramm | links nach rechts           | ETHIOPIC SYLLABLE XO                                | Äthiopisches Silbenzeichen Xo                                   |
| U+1287 (4743) | ኇ               | anderer Buchstabe, Silbe oder Ideogramm | links nach rechts           | ETHIOPIC SYLLABLE XOA                               | Äthiopisches Silbenzeichen Xoa                                  |
| U+1288 (4744) | ኈ               | anderer Buchstabe, Silbe oder Ideogramm | links nach rechts           | ETHIOPIC SYLLABLE XWA                               | Äthiopisches Silbenzeichen Xwa                                  |
| U+128A (4746) | ኊ               | anderer Buchstabe, Silbe oder Ideogramm | links nach rechts           | ETHIOPIC SYLLABLE XWI                               | Äthiopisches Silbenzeichen Xwi                                  |
| U+128B (4747) | ኋ               | anderer Buchstabe, Silbe oder Ideogramm | links nach rechts           | ETHIOPIC SYLLABLE XWAA                              | Äthiopisches Silbenzeichen Xwaa                                 |
| U+128C (4748) | ኌ               | anderer Buchstabe, Silbe oder Ideogramm | links nach rechts           | ETHIOPIC SYLLABLE XWEE                              | Äthiopisches Silbenzeichen Xwee                                 |
| U+128D (4749) | ኍ               | anderer Buchstabe, Silbe oder Ideogramm | links nach rechts           | ETHIOPIC SYLLABLE XWE                               | Äthiopisches Silbenzeichen Xwe                                  |
| U+1290 (4752) | ነ               | anderer Buchstabe, Silbe oder Ideogramm | links nach rechts           | ETHIOPIC SYLLABLE NA                                | Äthiopisches Silbenzeichen Na                                   |
| U+1291 (4753) | ኑ               | anderer Buchstabe, Silbe oder Ideogramm | links nach rechts           | ETHIOPIC SYLLABLE NU                                | Äthiopisches Silbenzeichen Nu                                   |
| U+1292 (4754) | ኒ               | anderer Buchstabe, Silbe oder Ideogramm | links nach rechts           | ETHIOPIC SYLLABLE NI                                | Äthiopisches Silbenzeichen Ni                                   |
| U+1293 (4755) | ና               | anderer Buchstabe, Silbe oder Ideogramm | links nach rechts           | ETHIOPIC SYLLABLE NAA                               | Äthiopisches Silbenzeichen Naa                                  |
| U+1294 (4756) | ኔ               | anderer Buchstabe, Silbe oder Ideogramm | links nach rechts           | ETHIOPIC SYLLABLE NEE                               | Äthiopisches Silbenzeichen Nee                                  |
| U+1295 (4757) | ን               | anderer Buchstabe, Silbe oder Ideogramm | links nach rechts           | ETHIOPIC SYLLABLE NE                                | Äthiopisches Silbenzeichen Ne                                   |
| U+1296 (4758) | ኖ               | anderer Buchstabe, Silbe oder Ideogramm | links nach rechts           | ETHIOPIC SYLLABLE NO                                | Äthiopisches Silbenzeichen No                                   |
| U+1297 (4759) | ኗ               | anderer Buchstabe, Silbe oder Ideogramm | links nach rechts           | ETHIOPIC SYLLABLE NWA                               | Äthiopisches Silbenzeichen Nwa                                  |
| U+1298 (4760) | ኘ               | anderer Buchstabe, Silbe oder Ideogramm | links nach rechts           | ETHIOPIC SYLLABLE NYA                               | Äthiopisches Silbenzeichen Nya                                  |
| U+1299 (4761) | ኙ               | anderer Buchstabe, Silbe oder Ideogramm | links nach rechts           | ETHIOPIC SYLLABLE NYU                               | Äthiopisches Silbenzeichen Nyu                                  |
| U+129A (4762) | ኚ               | anderer Buchstabe, Silbe oder Ideogramm | links nach rechts           | ETHIOPIC SYLLABLE NYI                               | Äthiopisches Silbenzeichen Nyi                                  |
| U+129B (4763) | ኛ               | anderer Buchstabe, Silbe oder Ideogramm | links nach rechts           | ETHIOPIC SYLLABLE NYAA                              | Äthiopisches Silbenzeichen Nyaa                                 |
| U+129C (4764) | ኜ               | anderer Buchstabe, Silbe oder Ideogramm | links nach rechts           | ETHIOPIC SYLLABLE NYEE                              | Äthiopisches Silbenzeichen Nyee                                 |
| U+129D (4765) | ኝ               | anderer Buchstabe, Silbe oder Ideogramm | links nach rechts           | ETHIOPIC SYLLABLE NYE                               | Äthiopisches Silbenzeichen Nye                                  |
| U+129E (4766) | ኞ               | anderer Buchstabe, Silbe oder Ideogramm | links nach rechts           | ETHIOPIC SYLLABLE NYO                               | Äthiopisches Silbenzeichen Nyo                                  |
| U+129F (4767) | ኟ               | anderer Buchstabe, Silbe oder Ideogramm | links nach rechts           | ETHIOPIC SYLLABLE NYWA                              | Äthiopisches Silbenzeichen Nywa                                 |
| U+12A0 (4768) | አ               | anderer Buchstabe, Silbe oder Ideogramm | links nach rechts           | ETHIOPIC SYLLABLE GLOTTAL A                         | Äthiopisches Silbenzeichen glottales A                          |
| U+12A1 (4769) | ኡ               | anderer Buchstabe, Silbe oder Ideogramm | links nach rechts           | ETHIOPIC SYLLABLE GLOTTAL U                         | Äthiopisches Silbenzeichen glottales U                          |
| U+12A2 (4770) | ኢ               | anderer Buchstabe, Silbe oder Ideogramm | links nach rechts           | ETHIOPIC SYLLABLE GLOTTAL I                         | Äthiopisches Silbenzeichen glottales I                          |
| U+12A3 (4771) | ኣ               | anderer Buchstabe, Silbe oder Ideogramm | links nach rechts           | ETHIOPIC SYLLABLE GLOTTAL AA                        | Äthiopisches Silbenzeichen glottales Aa                         |
| U+12A4 (4772) | ኤ               | anderer Buchstabe, Silbe oder Ideogramm | links nach rechts           | ETHIOPIC SYLLABLE GLOTTAL EE                        | Äthiopisches Silbenzeichen glottales Ee                         |
| U+12A5 (4773) | እ               | anderer Buchstabe, Silbe oder Ideogramm | links nach rechts           | ETHIOPIC SYLLABLE GLOTTAL E                         | Äthiopisches Silbenzeichen glottales E                          |
| U+12A6 (4774) | ኦ               | anderer Buchstabe, Silbe oder Ideogramm | links nach rechts           | ETHIOPIC SYLLABLE GLOTTAL O                         | Äthiopisches Silbenzeichen glottales O                          |
| U+12A7 (4775) | ኧ               | anderer Buchstabe, Silbe oder Ideogramm | links nach rechts           | ETHIOPIC SYLLABLE GLOTTAL WA                        | Äthiopisches Silbenzeichen glottales Wa                         |
| U+12A8 (4776) | ከ               | anderer Buchstabe, Silbe oder Ideogramm | links nach rechts           | ETHIOPIC SYLLABLE KA                                | Äthiopisches Silbenzeichen Ka                                   |
| U+12A9 (4777) | ኩ               | anderer Buchstabe, Silbe oder Ideogramm | links nach rechts           | ETHIOPIC SYLLABLE KU                                | Äthiopisches Silbenzeichen Ku                                   |
| U+12AA (4778) | ኪ               | anderer Buchstabe, Silbe oder Ideogramm | links nach rechts           | ETHIOPIC SYLLABLE KI                                | Äthiopisches Silbenzeichen Ki                                   |
| U+12AB (4779) | ካ               | anderer Buchstabe, Silbe oder Ideogramm | links nach rechts           | ETHIOPIC SYLLABLE KAA                               | Äthiopisches Silbenzeichen Kaa                                  |
| U+12AC (4780) | ኬ               | anderer Buchstabe, Silbe oder Ideogramm | links nach rechts           | ETHIOPIC SYLLABLE KEE                               | Äthiopisches Silbenzeichen Kee                                  |
| U+12AD (4781) | ክ               | anderer Buchstabe, Silbe oder Ideogramm | links nach rechts           | ETHIOPIC SYLLABLE KE                                | Äthiopisches Silbenzeichen Ke                                   |
| U+12AE (4782) | ኮ               | anderer Buchstabe, Silbe oder Ideogramm | links nach rechts           | ETHIOPIC SYLLABLE KO                                | Äthiopisches Silbenzeichen Ko                                   |
| U+12AF (4783) | ኯ               | anderer Buchstabe, Silbe oder Ideogramm | links nach rechts           | ETHIOPIC SYLLABLE KOA                               | Äthiopisches Silbenzeichen Koa                                  |
| U+12B0 (4784) | ኰ               | anderer Buchstabe, Silbe oder Ideogramm | links nach rechts           | ETHIOPIC SYLLABLE KWA                               | Äthiopisches Silbenzeichen Kwa                                  |
| U+12B2 (4786) | ኲ               | anderer Buchstabe, Silbe oder Ideogramm | links nach rechts           | ETHIOPIC SYLLABLE KWI                               | Äthiopisches Silbenzeichen Kwi                                  |
| U+12B3 (4787) | ኳ               | anderer Buchstabe, Silbe oder Ideogramm | links nach rechts           | ETHIOPIC SYLLABLE KWAA                              | Äthiopisches Silbenzeichen Kwaa                                 |
| U+12B4 (4788) | ኴ               | anderer Buchstabe, Silbe oder Ideogramm | links nach rechts           | ETHIOPIC SYLLABLE KWEE                              | Äthiopisches Silbenzeichen Kwee                                 |
| U+12B5 (4789) | ኵ               | anderer Buchstabe, Silbe oder Ideogramm | links nach rechts           | ETHIOPIC SYLLABLE KWE                               | Äthiopisches Silbenzeichen Kwe                                  |
| U+12B8 (4792) | ኸ               | anderer Buchstabe, Silbe oder Ideogramm | links nach rechts           | ETHIOPIC SYLLABLE KXA                               | Äthiopisches Silbenzeichen Kxa                                  |
| U+12B9 (4793) | ኹ               | anderer Buchstabe, Silbe oder Ideogramm | links nach rechts           | ETHIOPIC SYLLABLE KXU                               | Äthiopisches Silbenzeichen Kxu                                  |
| U+12BA (4794) | ኺ               | anderer Buchstabe, Silbe oder Ideogramm | links nach rechts           | ETHIOPIC SYLLABLE KXI                               | Äthiopisches Silbenzeichen Kxi                                  |
| U+12BB (4795) | ኻ               | anderer Buchstabe, Silbe oder Ideogramm | links nach rechts           | ETHIOPIC SYLLABLE KXAA                              | Äthiopisches Silbenzeichen Kxaa                                 |
| U+12BC (4796) | ኼ               | anderer Buchstabe, Silbe oder Ideogramm | links nach rechts           | ETHIOPIC SYLLABLE KXEE                              | Äthiopisches Silbenzeichen Kxee                                 |
| U+12BD (4797) | ኽ               | anderer Buchstabe, Silbe oder Ideogramm | links nach rechts           | ETHIOPIC SYLLABLE KXE                               | Äthiopisches Silbenzeichen Kxe                                  |
| U+12BE (4798) | ኾ               | anderer Buchstabe, Silbe oder Ideogramm | links nach rechts           | ETHIOPIC SYLLABLE KXO                               | Äthiopisches Silbenzeichen Kxo                                  |
| U+12C0 (4800) | ዀ               | anderer Buchstabe, Silbe oder Ideogramm | links nach rechts           | ETHIOPIC SYLLABLE KXWA                              | Äthiopisches Silbenzeichen Kxwa                                 |
| U+12C2 (4802) | ዂ               | anderer Buchstabe, Silbe oder Ideogramm | links nach rechts           | ETHIOPIC SYLLABLE KXWI                              | Äthiopisches Silbenzeichen Kxwi                                 |
| U+12C3 (4803) | ዃ               | anderer Buchstabe, Silbe oder Ideogramm | links nach rechts           | ETHIOPIC SYLLABLE KXWAA                             | Äthiopisches Silbenzeichen Kxwaa                                |
| U+12C4 (4804) | ዄ               | anderer Buchstabe, Silbe oder Ideogramm | links nach rechts           | ETHIOPIC SYLLABLE KXWEE                             | Äthiopisches Silbenzeichen Kxwee                                |
| U+12C5 (4805) | ዅ               | anderer Buchstabe, Silbe oder Ideogramm | links nach rechts           | ETHIOPIC SYLLABLE KXWE                              | Äthiopisches Silbenzeichen Kxwe                                 |
| U+12C8 (4808) | ወ               | anderer Buchstabe, Silbe oder Ideogramm | links nach rechts           | ETHIOPIC SYLLABLE WA                                | Äthiopisches Silbenzeichen Wa                                   |
| U+12C9 (4809) | ዉ               | anderer Buchstabe, Silbe oder Ideogramm | links nach rechts           | ETHIOPIC SYLLABLE WU                                | Äthiopisches Silbenzeichen Wu                                   |
| U+12CA (4810) | ዊ               | anderer Buchstabe, Silbe oder Ideogramm | links nach rechts           | ETHIOPIC SYLLABLE WI                                | Äthiopisches Silbenzeichen Wi                                   |
| U+12CB (4811) | ዋ               | anderer Buchstabe, Silbe oder Ideogramm | links nach rechts           | ETHIOPIC SYLLABLE WAA                               | Äthiopisches Silbenzeichen Waa                                  |
| U+12CC (4812) | ዌ               | anderer Buchstabe, Silbe oder Ideogramm | links nach rechts           | ETHIOPIC SYLLABLE WEE                               | Äthiopisches Silbenzeichen Wee                                  |
| U+12CD (4813) | ው               | anderer Buchstabe, Silbe oder Ideogramm | links nach rechts           | ETHIOPIC SYLLABLE WE                                | Äthiopisches Silbenzeichen We                                   |
| U+12CE (4814) | ዎ               | anderer Buchstabe, Silbe oder Ideogramm | links nach rechts           | ETHIOPIC SYLLABLE WO                                | Äthiopisches Silbenzeichen Wo                                   |
| U+12CF (4815) | ዏ               | anderer Buchstabe, Silbe oder Ideogramm | links nach rechts           | ETHIOPIC SYLLABLE WOA                               | Äthiopisches Silbenzeichen Woa                                  |
| U+12D0 (4816) | ዐ               | anderer Buchstabe, Silbe oder Ideogramm | links nach rechts           | ETHIOPIC SYLLABLE PHARYNGEAL A                      | Äthiopisches Silbenzeichen Rachenlaut A                         |
| U+12D1 (4817) | ዑ               | anderer Buchstabe, Silbe oder Ideogramm | links nach rechts           | ETHIOPIC SYLLABLE PHARYNGEAL U                      | Äthiopisches Silbenzeichen Rachenlaut U                         |
| U+12D2 (4818) | ዒ               | anderer Buchstabe, Silbe oder Ideogramm | links nach rechts           | ETHIOPIC SYLLABLE PHARYNGEAL I                      | Äthiopisches Silbenzeichen Rachenlaut I                         |
| U+12D3 (4819) | ዓ               | anderer Buchstabe, Silbe oder Ideogramm | links nach rechts           | ETHIOPIC SYLLABLE PHARYNGEAL AA                     | Äthiopisches Silbenzeichen Rachenlaut Aa                        |
| U+12D4 (4820) | ዔ               | anderer Buchstabe, Silbe oder Ideogramm | links nach rechts           | ETHIOPIC SYLLABLE PHARYNGEAL EE                     | Äthiopisches Silbenzeichen Rachenlaut Ee                        |
| U+12D5 (4821) | ዕ               | anderer Buchstabe, Silbe oder Ideogramm | links nach rechts           | ETHIOPIC SYLLABLE PHARYNGEAL E                      | Äthiopisches Silbenzeichen Rachenlaut E                         |
| U+12D6 (4822) | ዖ               | anderer Buchstabe, Silbe oder Ideogramm | links nach rechts           | ETHIOPIC SYLLABLE PHARYNGEAL O                      | Äthiopisches Silbenzeichen Rachenlaut O                         |
| U+12D8 (4824) | ዘ               | anderer Buchstabe, Silbe oder Ideogramm | links nach rechts           | ETHIOPIC SYLLABLE ZA                                | Äthiopisches Silbenzeichen Za                                   |
| U+12D9 (4825) | ዙ               | anderer Buchstabe, Silbe oder Ideogramm | links nach rechts           | ETHIOPIC SYLLABLE ZU                                | Äthiopisches Silbenzeichen Zu                                   |
| U+12DA (4826) | ዚ               | anderer Buchstabe, Silbe oder Ideogramm | links nach rechts           | ETHIOPIC SYLLABLE ZI                                | Äthiopisches Silbenzeichen Zi                                   |
| U+12DB (4827) | ዛ               | anderer Buchstabe, Silbe oder Ideogramm | links nach rechts           | ETHIOPIC SYLLABLE ZAA                               | Äthiopisches Silbenzeichen Zaa                                  |
| U+12DC (4828) | ዜ               | anderer Buchstabe, Silbe oder Ideogramm | links nach rechts           | ETHIOPIC SYLLABLE ZEE                               | Äthiopisches Silbenzeichen Zee                                  |
| U+12DD (4829) | ዝ               | anderer Buchstabe, Silbe oder Ideogramm | links nach rechts           | ETHIOPIC SYLLABLE ZE                                | Äthiopisches Silbenzeichen Ze                                   |
| U+12DE (4830) | ዞ               | anderer Buchstabe, Silbe oder Ideogramm | links nach rechts           | ETHIOPIC SYLLABLE ZO                                | Äthiopisches Silbenzeichen Zo                                   |
| U+12DF (4831) | ዟ               | anderer Buchstabe, Silbe oder Ideogramm | links nach rechts           | ETHIOPIC SYLLABLE ZWA                               | Äthiopisches Silbenzeichen Zwa                                  |
| U+12E0 (4832) | ዠ               | anderer Buchstabe, Silbe oder Ideogramm | links nach rechts           | ETHIOPIC SYLLABLE ZHA                               | Äthiopisches Silbenzeichen Zha                                  |
| U+12E1 (4833) | ዡ               | anderer Buchstabe, Silbe oder Ideogramm | links nach rechts           | ETHIOPIC SYLLABLE ZHU                               | Äthiopisches Silbenzeichen Zhu                                  |
| U+12E2 (4834) | ዢ               | anderer Buchstabe, Silbe oder Ideogramm | links nach rechts           | ETHIOPIC SYLLABLE ZHI                               | Äthiopisches Silbenzeichen Zhi                                  |
| U+12E3 (4835) | ዣ               | anderer Buchstabe, Silbe oder Ideogramm | links nach rechts           | ETHIOPIC SYLLABLE ZHAA                              | Äthiopisches Silbenzeichen Zhaa                                 |
| U+12E4 (4836) | ዤ               | anderer Buchstabe, Silbe oder Ideogramm | links nach rechts           | ETHIOPIC SYLLABLE ZHEE                              | Äthiopisches Silbenzeichen Zhee                                 |
| U+12E5 (4837) | ዥ               | anderer Buchstabe, Silbe oder Ideogramm | links nach rechts           | ETHIOPIC SYLLABLE ZHE                               | Äthiopisches Silbenzeichen Zhe                                  |
| U+12E6 (4838) | ዦ               | anderer Buchstabe, Silbe oder Ideogramm | links nach rechts           | ETHIOPIC SYLLABLE ZHO                               | Äthiopisches Silbenzeichen Zho                                  |
| U+12E7 (4839) | ዧ               | anderer Buchstabe, Silbe oder Ideogramm | links nach rechts           | ETHIOPIC SYLLABLE ZHWA                              | Äthiopisches Silbenzeichen Zhwa                                 |
| U+12E8 (4840) | የ               | anderer Buchstabe, Silbe oder Ideogramm | links nach rechts           | ETHIOPIC SYLLABLE YA                                | Äthiopisches Silbenzeichen Ya                                   |
| U+12E9 (4841) | ዩ               | anderer Buchstabe, Silbe oder Ideogramm | links nach rechts           | ETHIOPIC SYLLABLE YU                                | Äthiopisches Silbenzeichen Yu                                   |
| U+12EA (4842) | ዪ               | anderer Buchstabe, Silbe oder Ideogramm | links nach rechts           | ETHIOPIC SYLLABLE YI                                | Äthiopisches Silbenzeichen Yi                                   |
| U+12EB (4843) | ያ               | anderer Buchstabe, Silbe oder Ideogramm | links nach rechts           | ETHIOPIC SYLLABLE YAA                               | Äthiopisches Silbenzeichen Yaa                                  |
| U+12EC (4844) | ዬ               | anderer Buchstabe, Silbe oder Ideogramm | links nach rechts           | ETHIOPIC SYLLABLE YEE                               | Äthiopisches Silbenzeichen Yee                                  |
| U+12ED (4845) | ይ               | anderer Buchstabe, Silbe oder Ideogramm | links nach rechts           | ETHIOPIC SYLLABLE YE                                | Äthiopisches Silbenzeichen Ye                                   |
| U+12EE (4846) | ዮ               | anderer Buchstabe, Silbe oder Ideogramm | links nach rechts           | ETHIOPIC SYLLABLE YO                                | Äthiopisches Silbenzeichen Yo                                   |
| U+12EF (4847) | ዯ               | anderer Buchstabe, Silbe oder Ideogramm | links nach rechts           | ETHIOPIC SYLLABLE YOA                               | Äthiopisches Silbenzeichen Yoa                                  |
| U+12F0 (4848) | ደ               | anderer Buchstabe, Silbe oder Ideogramm | links nach rechts           | ETHIOPIC SYLLABLE DA                                | Äthiopisches Silbenzeichen Da                                   |
| U+12F1 (4849) | ዱ               | anderer Buchstabe, Silbe oder Ideogramm | links nach rechts           | ETHIOPIC SYLLABLE DU                                | Äthiopisches Silbenzeichen Du                                   |
| U+12F2 (4850) | ዲ               | anderer Buchstabe, Silbe oder Ideogramm | links nach rechts           | ETHIOPIC SYLLABLE DI                                | Äthiopisches Silbenzeichen Di                                   |
| U+12F3 (4851) | ዳ               | anderer Buchstabe, Silbe oder Ideogramm | links nach rechts           | ETHIOPIC SYLLABLE DAA                               | Äthiopisches Silbenzeichen Daa                                  |
| U+12F4 (4852) | ዴ               | anderer Buchstabe, Silbe oder Ideogramm | links nach rechts           | ETHIOPIC SYLLABLE DEE                               | Äthiopisches Silbenzeichen Dee                                  |
| U+12F5 (4853) | ድ               | anderer Buchstabe, Silbe oder Ideogramm | links nach rechts           | ETHIOPIC SYLLABLE DE                                | Äthiopisches Silbenzeichen De                                   |
| U+12F6 (4854) | ዶ               | anderer Buchstabe, Silbe oder Ideogramm | links nach rechts           | ETHIOPIC SYLLABLE DO                                | Äthiopisches Silbenzeichen Do                                   |
| U+12F7 (4855) | ዷ               | anderer Buchstabe, Silbe oder Ideogramm | links nach rechts           | ETHIOPIC SYLLABLE DWA                               | Äthiopisches Silbenzeichen Dwa                                  |
| U+12F8 (4856) | ዸ               | anderer Buchstabe, Silbe oder Ideogramm | links nach rechts           | ETHIOPIC SYLLABLE DDA                               | Äthiopisches Silbenzeichen Dda                                  |
| U+12F9 (4857) | ዹ               | anderer Buchstabe, Silbe oder Ideogramm | links nach rechts           | ETHIOPIC SYLLABLE DDU                               | Äthiopisches Silbenzeichen Ddu                                  |
| U+12FA (4858) | ዺ               | anderer Buchstabe, Silbe oder Ideogramm | links nach rechts           | ETHIOPIC SYLLABLE DDI                               | Äthiopisches Silbenzeichen Ddi                                  |
| U+12FB (4859) | ዻ               | anderer Buchstabe, Silbe oder Ideogramm | links nach rechts           | ETHIOPIC SYLLABLE DDAA                              | Äthiopisches Silbenzeichen Ddaa                                 |
| U+12FC (4860) | ዼ               | anderer Buchstabe, Silbe oder Ideogramm | links nach rechts           | ETHIOPIC SYLLABLE DDEE                              | Äthiopisches Silbenzeichen Ddee                                 |
| U+12FD (4861) | ዽ               | anderer Buchstabe, Silbe oder Ideogramm | links nach rechts           | ETHIOPIC SYLLABLE DDE                               | Äthiopisches Silbenzeichen Dde                                  |
| U+12FE (4862) | ዾ               | anderer Buchstabe, Silbe oder Ideogramm | links nach rechts           | ETHIOPIC SYLLABLE DDO                               | Äthiopisches Silbenzeichen Ddo                                  |
| U+12FF (4863) | ዿ               | anderer Buchstabe, Silbe oder Ideogramm | links nach rechts           | ETHIOPIC SYLLABLE DDWA                              | Äthiopisches Silbenzeichen Ddwa                                 |
| U+1300 (4864) | ጀ               | anderer Buchstabe, Silbe oder Ideogramm | links nach rechts           | ETHIOPIC SYLLABLE JA                                | Äthiopisches Silbenzeichen Ja                                   |
| U+1301 (4865) | ጁ               | anderer Buchstabe, Silbe oder Ideogramm | links nach rechts           | ETHIOPIC SYLLABLE JU                                | Äthiopisches Silbenzeichen Ju                                   |
| U+1302 (4866) | ጂ               | anderer Buchstabe, Silbe oder Ideogramm | links nach rechts           | ETHIOPIC SYLLABLE JI                                | Äthiopisches Silbenzeichen Ji                                   |
| U+1303 (4867) | ጃ               | anderer Buchstabe, Silbe oder Ideogramm | links nach rechts           | ETHIOPIC SYLLABLE JAA                               | Äthiopisches Silbenzeichen Jaa                                  |
| U+1304 (4868) | ጄ               | anderer Buchstabe, Silbe oder Ideogramm | links nach rechts           | ETHIOPIC SYLLABLE JEE                               | Äthiopisches Silbenzeichen Jee                                  |
| U+1305 (4869) | ጅ               | anderer Buchstabe, Silbe oder Ideogramm | links nach rechts           | ETHIOPIC SYLLABLE JE                                | Äthiopisches Silbenzeichen Je                                   |
| U+1306 (4870) | ጆ               | anderer Buchstabe, Silbe oder Ideogramm | links nach rechts           | ETHIOPIC SYLLABLE JO                                | Äthiopisches Silbenzeichen Jo                                   |
| U+1307 (4871) | ጇ               | anderer Buchstabe, Silbe oder Ideogramm | links nach rechts           | ETHIOPIC SYLLABLE JWA                               | Äthiopisches Silbenzeichen Jwa                                  |
| U+1308 (4872) | ገ               | anderer Buchstabe, Silbe oder Ideogramm | links nach rechts           | ETHIOPIC SYLLABLE GA                                | Äthiopisches Silbenzeichen Ga                                   |
| U+1309 (4873) | ጉ               | anderer Buchstabe, Silbe oder Ideogramm | links nach rechts           | ETHIOPIC SYLLABLE GU                                | Äthiopisches Silbenzeichen Gu                                   |
| U+130A (4874) | ጊ               | anderer Buchstabe, Silbe oder Ideogramm | links nach rechts           | ETHIOPIC SYLLABLE GI                                | Äthiopisches Silbenzeichen Gi                                   |
| U+130B (4875) | ጋ               | anderer Buchstabe, Silbe oder Ideogramm | links nach rechts           | ETHIOPIC SYLLABLE GAA                               | Äthiopisches Silbenzeichen Gaa                                  |
| U+130C (4876) | ጌ               | anderer Buchstabe, Silbe oder Ideogramm | links nach rechts           | ETHIOPIC SYLLABLE GEE                               | Äthiopisches Silbenzeichen Gee                                  |
| U+130D (4877) | ግ               | anderer Buchstabe, Silbe oder Ideogramm | links nach rechts           | ETHIOPIC SYLLABLE GE                                | Äthiopisches Silbenzeichen Ge                                   |
| U+130E (4878) | ጎ               | anderer Buchstabe, Silbe oder Ideogramm | links nach rechts           | ETHIOPIC SYLLABLE GO                                | Äthiopisches Silbenzeichen Go                                   |
| U+130F (4879) | ጏ               | anderer Buchstabe, Silbe oder Ideogramm | links nach rechts           | ETHIOPIC SYLLABLE GOA                               | Äthiopisches Silbenzeichen Goa                                  |
| U+1310 (4880) | ጐ               | anderer Buchstabe, Silbe oder Ideogramm | links nach rechts           | ETHIOPIC SYLLABLE GWA                               | Äthiopisches Silbenzeichen Gwa                                  |
| U+1312 (4882) | ጒ               | anderer Buchstabe, Silbe oder Ideogramm | links nach rechts           | ETHIOPIC SYLLABLE GWI                               | Äthiopisches Silbenzeichen Gwi                                  |
| U+1313 (4883) | ጓ               | anderer Buchstabe, Silbe oder Ideogramm | links nach rechts           | ETHIOPIC SYLLABLE GWAA                              | Äthiopisches Silbenzeichen Gwaa                                 |
| U+1314 (4884) | ጔ               | anderer Buchstabe, Silbe oder Ideogramm | links nach rechts           | ETHIOPIC SYLLABLE GWEE                              | Äthiopisches Silbenzeichen Gwee                                 |
| U+1315 (4885) | ጕ               | anderer Buchstabe, Silbe oder Ideogramm | links nach rechts           | ETHIOPIC SYLLABLE GWE                               | Äthiopisches Silbenzeichen Gwe                                  |
| U+1318 (4888) | ጘ               | anderer Buchstabe, Silbe oder Ideogramm | links nach rechts           | ETHIOPIC SYLLABLE GGA                               | Äthiopisches Silbenzeichen Gga                                  |
| U+1319 (4889) | ጙ               | anderer Buchstabe, Silbe oder Ideogramm | links nach rechts           | ETHIOPIC SYLLABLE GGU                               | Äthiopisches Silbenzeichen Ggu                                  |
| U+131A (4890) | ጚ               | anderer Buchstabe, Silbe oder Ideogramm | links nach rechts           | ETHIOPIC SYLLABLE GGI                               | Äthiopisches Silbenzeichen Ggi                                  |
| U+131B (4891) | ጛ               | anderer Buchstabe, Silbe oder Ideogramm | links nach rechts           | ETHIOPIC SYLLABLE GGAA                              | Äthiopisches Silbenzeichen Ggaa                                 |
| U+131C (4892) | ጜ               | anderer Buchstabe, Silbe oder Ideogramm | links nach rechts           | ETHIOPIC SYLLABLE GGEE                              | Äthiopisches Silbenzeichen Ggee                                 |
| U+131D (4893) | ጝ               | anderer Buchstabe, Silbe oder Ideogramm | links nach rechts           | ETHIOPIC SYLLABLE GGE                               | Äthiopisches Silbenzeichen Gge                                  |
| U+131E (4894) | ጞ               | anderer Buchstabe, Silbe oder Ideogramm | links nach rechts           | ETHIOPIC SYLLABLE GGO                               | Äthiopisches Silbenzeichen Ggo                                  |
| U+131F (4895) | ጟ               | anderer Buchstabe, Silbe oder Ideogramm | links nach rechts           | ETHIOPIC SYLLABLE GGWAA                             | Äthiopisches Silbenzeichen Ggwaa                                |
| U+1320 (4896) | ጠ               | anderer Buchstabe, Silbe oder Ideogramm | links nach rechts           | ETHIOPIC SYLLABLE THA                               | Äthiopisches Silbenzeichen Tha                                  |
| U+1321 (4897) | ጡ               | anderer Buchstabe, Silbe oder Ideogramm | links nach rechts           | ETHIOPIC SYLLABLE THU                               | Äthiopisches Silbenzeichen Thu                                  |
| U+1322 (4898) | ጢ               | anderer Buchstabe, Silbe oder Ideogramm | links nach rechts           | ETHIOPIC SYLLABLE THI                               | Äthiopisches Silbenzeichen Thi                                  |
| U+1323 (4899) | ጣ               | anderer Buchstabe, Silbe oder Ideogramm | links nach rechts           | ETHIOPIC SYLLABLE THAA                              | Äthiopisches Silbenzeichen Thaa                                 |
| U+1324 (4900) | ጤ               | anderer Buchstabe, Silbe oder Ideogramm | links nach rechts           | ETHIOPIC SYLLABLE THEE                              | Äthiopisches Silbenzeichen Thee                                 |
| U+1325 (4901) | ጥ               | anderer Buchstabe, Silbe oder Ideogramm | links nach rechts           | ETHIOPIC SYLLABLE THE                               | Äthiopisches Silbenzeichen The                                  |
| U+1326 (4902) | ጦ               | anderer Buchstabe, Silbe oder Ideogramm | links nach rechts           | ETHIOPIC SYLLABLE THO                               | Äthiopisches Silbenzeichen Tho                                  |
| U+1327 (4903) | ጧ               | anderer Buchstabe, Silbe oder Ideogramm | links nach rechts           | ETHIOPIC SYLLABLE THWA                              | Äthiopisches Silbenzeichen Thwa                                 |
| U+1328 (4904) | ጨ               | anderer Buchstabe, Silbe oder Ideogramm | links nach rechts           | ETHIOPIC SYLLABLE CHA                               | Äthiopisches Silbenzeichen Cha                                  |
| U+1329 (4905) | ጩ               | anderer Buchstabe, Silbe oder Ideogramm | links nach rechts           | ETHIOPIC SYLLABLE CHU                               | Äthiopisches Silbenzeichen Chu                                  |
| U+132A (4906) | ጪ               | anderer Buchstabe, Silbe oder Ideogramm | links nach rechts           | ETHIOPIC SYLLABLE CHI                               | Äthiopisches Silbenzeichen Chi                                  |
| U+132B (4907) | ጫ               | anderer Buchstabe, Silbe oder Ideogramm | links nach rechts           | ETHIOPIC SYLLABLE CHAA                              | Äthiopisches Silbenzeichen Chaa                                 |
| U+132C (4908) | ጬ               | anderer Buchstabe, Silbe oder Ideogramm | links nach rechts           | ETHIOPIC SYLLABLE CHEE                              | Äthiopisches Silbenzeichen Chee                                 |
| U+132D (4909) | ጭ               | anderer Buchstabe, Silbe oder Ideogramm | links nach rechts           | ETHIOPIC SYLLABLE CHE                               | Äthiopisches Silbenzeichen Che                                  |
| U+132E (4910) | ጮ               | anderer Buchstabe, Silbe oder Ideogramm | links nach rechts           | ETHIOPIC SYLLABLE CHO                               | Äthiopisches Silbenzeichen Cho                                  |
| U+132F (4911) | ጯ               | anderer Buchstabe, Silbe oder Ideogramm | links nach rechts           | ETHIOPIC SYLLABLE CHWA                              | Äthiopisches Silbenzeichen Chwa                                 |
| U+1330 (4912) | ጰ               | anderer Buchstabe, Silbe oder Ideogramm | links nach rechts           | ETHIOPIC SYLLABLE PHA                               | Äthiopisches Silbenzeichen Pha                                  |
| U+1331 (4913) | ጱ               | anderer Buchstabe, Silbe oder Ideogramm | links nach rechts           | ETHIOPIC SYLLABLE PHU                               | Äthiopisches Silbenzeichen Phu                                  |
| U+1332 (4914) | ጲ               | anderer Buchstabe, Silbe oder Ideogramm | links nach rechts           | ETHIOPIC SYLLABLE PHI                               | Äthiopisches Silbenzeichen Phi                                  |
| U+1333 (4915) | ጳ               | anderer Buchstabe, Silbe oder Ideogramm | links nach rechts           | ETHIOPIC SYLLABLE PHAA                              | Äthiopisches Silbenzeichen Phaa                                 |
| U+1334 (4916) | ጴ               | anderer Buchstabe, Silbe oder Ideogramm | links nach rechts           | ETHIOPIC SYLLABLE PHEE                              | Äthiopisches Silbenzeichen Phee                                 |
| U+1335 (4917) | ጵ               | anderer Buchstabe, Silbe oder Ideogramm | links nach rechts           | ETHIOPIC SYLLABLE PHE                               | Äthiopisches Silbenzeichen Phe                                  |
| U+1336 (4918) | ጶ               | anderer Buchstabe, Silbe oder Ideogramm | links nach rechts           | ETHIOPIC SYLLABLE PHO                               | Äthiopisches Silbenzeichen Pho                                  |
| U+1337 (4919) | ጷ               | anderer Buchstabe, Silbe oder Ideogramm | links nach rechts           | ETHIOPIC SYLLABLE PHWA                              | Äthiopisches Silbenzeichen Phwa                                 |
| U+1338 (4920) | ጸ               | anderer Buchstabe, Silbe oder Ideogramm | links nach rechts           | ETHIOPIC SYLLABLE TSA                               | Äthiopisches Silbenzeichen Tsa                                  |
| U+1339 (4921) | ጹ               | anderer Buchstabe, Silbe oder Ideogramm | links nach rechts           | ETHIOPIC SYLLABLE TSU                               | Äthiopisches Silbenzeichen Tsu                                  |
| U+133A (4922) | ጺ               | anderer Buchstabe, Silbe oder Ideogramm | links nach rechts           | ETHIOPIC SYLLABLE TSI                               | Äthiopisches Silbenzeichen Tsi                                  |
| U+133B (4923) | ጻ               | anderer Buchstabe, Silbe oder Ideogramm | links nach rechts           | ETHIOPIC SYLLABLE TSAA                              | Äthiopisches Silbenzeichen Tsaa                                 |
| U+133C (4924) | ጼ               | anderer Buchstabe, Silbe oder Ideogramm | links nach rechts           | ETHIOPIC SYLLABLE TSEE                              | Äthiopisches Silbenzeichen Tsee                                 |
| U+133D (4925) | ጽ               | anderer Buchstabe, Silbe oder Ideogramm | links nach rechts           | ETHIOPIC SYLLABLE TSE                               | Äthiopisches Silbenzeichen Tse                                  |
| U+133E (4926) | ጾ               | anderer Buchstabe, Silbe oder Ideogramm | links nach rechts           | ETHIOPIC SYLLABLE TSO                               | Äthiopisches Silbenzeichen Tso                                  |
| U+133F (4927) | ጿ               | anderer Buchstabe, Silbe oder Ideogramm | links nach rechts           | ETHIOPIC SYLLABLE TSWA                              | Äthiopisches Silbenzeichen Tswa                                 |
| U+1340 (4928) | ፀ               | anderer Buchstabe, Silbe oder Ideogramm | links nach rechts           | ETHIOPIC SYLLABLE TZA                               | Äthiopisches Silbenzeichen Tza                                  |
| U+1341 (4929) | ፁ               | anderer Buchstabe, Silbe oder Ideogramm | links nach rechts           | ETHIOPIC SYLLABLE TZU                               | Äthiopisches Silbenzeichen Tzu                                  |
| U+1342 (4930) | ፂ               | anderer Buchstabe, Silbe oder Ideogramm | links nach rechts           | ETHIOPIC SYLLABLE TZI                               | Äthiopisches Silbenzeichen Tzi                                  |
| U+1343 (4931) | ፃ               | anderer Buchstabe, Silbe oder Ideogramm | links nach rechts           | ETHIOPIC SYLLABLE TZAA                              | Äthiopisches Silbenzeichen Tzaa                                 |
| U+1344 (4932) | ፄ               | anderer Buchstabe, Silbe oder Ideogramm | links nach rechts           | ETHIOPIC SYLLABLE TZEE                              | Äthiopisches Silbenzeichen Tzee                                 |
| U+1345 (4933) | ፅ               | anderer Buchstabe, Silbe oder Ideogramm | links nach rechts           | ETHIOPIC SYLLABLE TZE                               | Äthiopisches Silbenzeichen Tze                                  |
| U+1346 (4934) | ፆ               | anderer Buchstabe, Silbe oder Ideogramm | links nach rechts           | ETHIOPIC SYLLABLE TZO                               | Äthiopisches Silbenzeichen Tzo                                  |
| U+1347 (4935) | ፇ               | anderer Buchstabe, Silbe oder Ideogramm | links nach rechts           | ETHIOPIC SYLLABLE TZOA                              | Äthiopisches Silbenzeichen Tzoa                                 |
| U+1348 (4936) | ፈ               | anderer Buchstabe, Silbe oder Ideogramm | links nach rechts           | ETHIOPIC SYLLABLE FA                                | Äthiopisches Silbenzeichen Fa                                   |
| U+1349 (4937) | ፉ               | anderer Buchstabe, Silbe oder Ideogramm | links nach rechts           | ETHIOPIC SYLLABLE FU                                | Äthiopisches Silbenzeichen Fu                                   |
| U+134A (4938) | ፊ               | anderer Buchstabe, Silbe oder Ideogramm | links nach rechts           | ETHIOPIC SYLLABLE FI                                | Äthiopisches Silbenzeichen Fi                                   |
| U+134B (4939) | ፋ               | anderer Buchstabe, Silbe oder Ideogramm | links nach rechts           | ETHIOPIC SYLLABLE FAA                               | Äthiopisches Silbenzeichen Faa                                  |
| U+134C (4940) | ፌ               | anderer Buchstabe, Silbe oder Ideogramm | links nach rechts           | ETHIOPIC SYLLABLE FEE                               | Äthiopisches Silbenzeichen Fee                                  |
| U+134D (4941) | ፍ               | anderer Buchstabe, Silbe oder Ideogramm | links nach rechts           | ETHIOPIC SYLLABLE FE                                | Äthiopisches Silbenzeichen Fe                                   |
| U+134E (4942) | ፎ               | anderer Buchstabe, Silbe oder Ideogramm | links nach rechts           | ETHIOPIC SYLLABLE FO                                | Äthiopisches Silbenzeichen Fo                                   |
| U+134F (4943) | ፏ               | anderer Buchstabe, Silbe oder Ideogramm | links nach rechts           | ETHIOPIC SYLLABLE FWA                               | Äthiopisches Silbenzeichen Fwa                                  |
| U+1350 (4944) | ፐ               | anderer Buchstabe, Silbe oder Ideogramm | links nach rechts           | ETHIOPIC SYLLABLE PA                                | Äthiopisches Silbenzeichen Pa                                   |
| U+1351 (4945) | ፑ               | anderer Buchstabe, Silbe oder Ideogramm | links nach rechts           | ETHIOPIC SYLLABLE PU                                | Äthiopisches Silbenzeichen Pu                                   |
| U+1352 (4946) | ፒ               | anderer Buchstabe, Silbe oder Ideogramm | links nach rechts           | ETHIOPIC SYLLABLE PI                                | Äthiopisches Silbenzeichen Pi                                   |
| U+1353 (4947) | ፓ               | anderer Buchstabe, Silbe oder Ideogramm | links nach rechts           | ETHIOPIC SYLLABLE PAA                               | Äthiopisches Silbenzeichen Paa                                  |
| U+1354 (4948) | ፔ               | anderer Buchstabe, Silbe oder Ideogramm | links nach rechts           | ETHIOPIC SYLLABLE PEE                               | Äthiopisches Silbenzeichen Pee                                  |
| U+1355 (4949) | ፕ               | anderer Buchstabe, Silbe oder Ideogramm | links nach rechts           | ETHIOPIC SYLLABLE PE                                | Äthiopisches Silbenzeichen Pe                                   |
| U+1356 (4950) | ፖ               | anderer Buchstabe, Silbe oder Ideogramm | links nach rechts           | ETHIOPIC SYLLABLE PO                                | Äthiopisches Silbenzeichen Po                                   |
| U+1357 (4951) | ፗ               | anderer Buchstabe, Silbe oder Ideogramm | links nach rechts           | ETHIOPIC SYLLABLE PWA                               | Äthiopisches Silbenzeichen Pwa                                  |
| U+1358 (4952) | ፘ               | anderer Buchstabe, Silbe oder Ideogramm | links nach rechts           | ETHIOPIC SYLLABLE RYA                               | Äthiopisches Silbenzeichen Rya                                  |
| U+1359 (4953) | ፙ               | anderer Buchstabe, Silbe oder Ideogramm | links nach rechts           | ETHIOPIC SYLLABLE MYA                               | Äthiopisches Silbenzeichen Mya                                  |
| U+135A (4954) | ፚ               | anderer Buchstabe, Silbe oder Ideogramm | links nach rechts           | ETHIOPIC SYLLABLE FYA                               | Äthiopisches Silbenzeichen Fya                                  |
| U+135D (4957) | ፝                | Markierung ohne Extrabreite             | Markierung ohne Extrabreite | ETHIOPIC COMBINING GEMINATION AND VOWEL LENGTH MARK | Äthiopisches kombinierendes Geminations- und Vokallängenzeichen |
| U+135E (4958) | ፞                | Markierung ohne Extrabreite             | Markierung ohne Extrabreite | ETHIOPIC COMBINING VOWEL LENGTH MARK                | Äthiopisches kombinierendes Vokallängenzeichen                  |
| U+135F (4959) | ፟                | Markierung ohne Extrabreite             | Markierung ohne Extrabreite | ETHIOPIC COMBINING GEMINATION MARK                  | Äthiopisches kombinierendes Geminationszeichen                  |
| U+1360 (4960) | ፠               | andere Interpunktion                    | links nach rechts           | ETHIOPIC SECTION MARK                               | Äthiopisches Abschnittszeichen                                  |
| U+1361 (4961) | ፡               | andere Interpunktion                    | links nach rechts           | ETHIOPIC WORDSPACE                                  | Äthiopisches Wortleerzeichen                                    |
| U+1362 (4962) | ።               | andere Interpunktion                    | links nach rechts           | ETHIOPIC FULL STOP                                  | Äthiopischer Punkt                                              |
| U+1363 (4963) | ፣               | andere Interpunktion                    | links nach rechts           | ETHIOPIC COMMA                                      | Äthiopisches Komma                                              |
| U+1364 (4964) | ፤               | andere Interpunktion                    | links nach rechts           | ETHIOPIC SEMICOLON                                  | Äthiopisches Semikolon                                          |
| U+1365 (4965) | ፥               | andere Interpunktion                    | links nach rechts           | ETHIOPIC COLON                                      | Äthiopischer Doppelpunkt                                        |
| U+1366 (4966) | ፦               | andere Interpunktion                    | links nach rechts           | ETHIOPIC PREFACE COLON                              | Äthiopischer Einleitungsdoppelpunkt                             |
| U+1367 (4967) | ፧               | andere Interpunktion                    | links nach rechts           | ETHIOPIC QUESTION MARK                              | Äthiopisches Fragezeichen                                       |
| U+1368 (4968) | ፨               | andere Interpunktion                    | links nach rechts           | ETHIOPIC PARAGRAPH SEPARATOR                        | Äthiopischer Paragraphteiler                                    |
| U+1369 (4969) | ፩               | anderes Zahlzeichen                     | links nach rechts           | ETHIOPIC DIGIT ONE                                  | Äthiopische Ziffer Eins                                         |
| U+136A (4970) | ፪               | anderes Zahlzeichen                     | links nach rechts           | ETHIOPIC DIGIT TWO                                  | Äthiopische Ziffer Zwei                                         |
| U+136B (4971) | ፫               | anderes Zahlzeichen                     | links nach rechts           | ETHIOPIC DIGIT THREE                                | Äthiopische Ziffer Drei                                         |
| U+136C (4972) | ፬               | anderes Zahlzeichen                     | links nach rechts           | ETHIOPIC DIGIT FOUR                                 | Äthiopische Ziffer Vier                                         |
| U+136D (4973) | ፭               | anderes Zahlzeichen                     | links nach rechts           | ETHIOPIC DIGIT FIVE                                 | Äthiopische Ziffer Fünf                                         |
| U+136E (4974) | ፮               | anderes Zahlzeichen                     | links nach rechts           | ETHIOPIC DIGIT SIX                                  | Äthiopische Ziffer Sechs                                        |
| U+136F (4975) | ፯               | anderes Zahlzeichen                     | links nach rechts           | ETHIOPIC DIGIT SEVEN                                | Äthiopische Ziffer Sieben                                       |
| U+1370 (4976) | ፰               | anderes Zahlzeichen                     | links nach rechts           | ETHIOPIC DIGIT EIGHT                                | Äthiopische Ziffer Acht                                         |
| U+1371 (4977) | ፱               | anderes Zahlzeichen                     | links nach rechts           | ETHIOPIC DIGIT NINE                                 | Äthiopische Ziffer Neun                                         |
| U+1372 (4978) | ፲               | anderes Zahlzeichen                     | links nach rechts           | ETHIOPIC NUMBER TEN                                 | Äthiopische Zahl Zehn                                           |
| U+1373 (4979) | ፳               | anderes Zahlzeichen                     | links nach rechts           | ETHIOPIC NUMBER TWENTY                              | Äthiopische Zahl Zwanzig                                        |
| U+1374 (4980) | ፴               | anderes Zahlzeichen                     | links nach rechts           | ETHIOPIC NUMBER THIRTY                              | Äthiopische Zahl Dreißig                                        |
| U+1375 (4981) | ፵               | anderes Zahlzeichen                     | links nach rechts           | ETHIOPIC NUMBER FORTY                               | Äthiopische Zahl Vierzig                                        |
| U+1376 (4982) | ፶               | anderes Zahlzeichen                     | links nach rechts           | ETHIOPIC NUMBER FIFTY                               | Äthiopische Zahl Fünfzig                                        |
| U+1377 (4983) | ፷               | anderes Zahlzeichen                     | links nach rechts           | ETHIOPIC NUMBER SIXTY                               | Äthiopische Zahl Sechzig                                        |
| U+1378 (4984) | ፸               | anderes Zahlzeichen                     | links nach rechts           | ETHIOPIC NUMBER SEVENTY                             | Äthiopische Zahl Siebzig                                        |
| U+1379 (4985) | ፹               | anderes Zahlzeichen                     | links nach rechts           | ETHIOPIC NUMBER EIGHTY                              | Äthiopische Zahl Achtzig                                        |
| U+137A (4986) | ፺               | anderes Zahlzeichen                     | links nach rechts           | ETHIOPIC NUMBER NINETY                              | Äthiopische Zahl Neunzig                                        |
| U+137B (4987) | ፻               | anderes Zahlzeichen                     | links nach rechts           | ETHIOPIC NUMBER HUNDRED                             | Äthiopische Zahl Hundert                                        |
| U+137C (4988) | ፼               | anderes Zahlzeichen                     | links nach rechts           | ETHIOPIC NUMBER TEN THOUSAND                        | Äthiopische Zahl Zehntausend                                    |